# خوشتشكا
خوشتشكا هي بلدة في مقاطعة شورتشي في ولاية صرخنداريا في أوزبكستان.